# Puthuppariyaram
Puthuppariyaram es una ciudad censal situada en el distrito de Palakkad en el estado de Kerala (India). Su población es de 30985 habitantes (2011). Se encuentra a 3 km de Palakkad y a 61 km de Thrissur.

## Demografía
Según el censo de 2011 la población de Puthuppariyaram era de 30895 habitantes, de los cuales 14995 eran hombres y 15900 eran mujeres. Puthuppariyaram tiene una tasa media de alfabetización del 92,19%, inferior a la media estatal del 94%. la alfabetización masculina es del 95,72%, y la alfabetización femenina del 88,91%.